# Belit Ilani
Belit Ilani o Bêlit-ilî es una diosa sumeria, conservada con el mismo nombre por los acadios y que luego pasó al panteón babilonio. Es la "Señora (y madre) de los dioses" y es llamada también la "Estrella vespertina del deseo".
Se la ha asociado con las diosas Ninlil, Ninhursag y Astarté y se ha encontrado inscrito su nombre en retratos de una mujer bendiciendo con la mano derecha a un niño de pecho. Teófilo G. Pinches señaló que Belit Ilani tenía hasta siete nombres diferentes (como Nintud, Ninhursag, Ninmah, etc.) para siete localidades diferentes de la antigua Sumeria.
En Shuruppak ocupó un puesto en la Gran Tétrada divina junto a Anu, Enlil y Enki.